# Autostrada A16 (Belgia)
Autostrada belgiană A16 (clasificată ca E42) este o autostradă scurtă care începe traseul său de pe A7 în apropiere de Valenciennes și se termină după 32 km în apropiere de Tournai, pe A8.

## Istoric
Renumerotată în 1974, aceasta a fost autostrada A15 până în 1973.

### Darea în folosință
- 1972 : Secțiunea Nodul Hautrage – Pommerœul
- 1973 : Secțiunea Tournai Est – Nodul Tournai (Doornik)
- 1974 : Secțiunea Pommerœul – Tournai Est (Doornik-Oost)

## Traseu
| Descrierea traseului | |             |
| A16 E42              | |             |
| Hautrage             | Nod rutier între A7 și A16: Liège, Mons (nod rutier parțial).                                                | A7 E19      |
| 26 - Pommerœul       | Orașe deservite: Paris, Dour, Tertre, Pommerœul, Hautrage, Zona Industrială Ghlin, Zona Industrială Baudour. | N552        |
|                      | Pod peste Canalul Nimy-Blaton-Péronnes.                                                                      |             |
| 27 - Bernissart      | Orașe deservite: Belœil, Stambruges, Bernissart.                                                             | N505        |
|                      | Pod peste râul Dender.                                                                                       |             |
| 28 - Blaton          | Orașe deservite: Basècles, Quevaucamps, Blaton, Zona Industrială Péruwelz.                                   | N506        |
| 29 - Péruwelz        | Orașe deservite: Bury, Péruwelz, Bon-Secours.                                                                | N60         |
|                      | Zone de parcare: Bury (sens Tournai → Mons); Genotte (sens Mons → Tournai).                                  |             |
| 30 - Maubray         | Orașe deservite: Vezon, Wasmes-Audemez-Briffœil, Maubray.                                                    | N504        |
| 31 - Antoing         | Oraș deservit: Gaurain-Ramecroix.                                                                            | N52         |
| 31b - Antoing        | Oraș deservit: Antoing.                                                                                      | N52         |
|                      | Zonă de parcare: Bourgambray (sens Mons → Tournai).                                                          |             |
| 32 - Tournai Vaulx   | Nod rutier parțial care se ramifică din A16 (sens Tournai → Mons).                                           | N501        |
| 32 - Tournai Vaulx   | Orașe deservite: Bruxelles, Leuze-en-Hainaut, Tournai, Vaulx.                                                | N7 N501     |
| Tournai              | Nod rutier între A8, A8z și A16: Bruxelles, Halle, Ronse; Lille, Bruges, Mouscron (nod rutier parțial).      | A8 A8z E429 |
| 33 - Tournai Nord    | Orașe deservite: Tournai, Ronse, Celles, Zonă expozițională.                                                 | N48         |
| A16 E42              | |             |